# 马鞍山市市长列表
下表列出历任马鞍山市市长：

## 马鞍山市人民委员会市长
- 陈礼宽，1956年11月-1958年11月在任。
- 倪子干，1958年11月-1958年11月在任。
- 周骏，1958年11月-1959年3月在任。
- 倪子干，1959年3月-1961年1月在任。
- 陈礼宽，1961年1月-1964年1月在任。
- 夏云，1964年1月-1966年5月在任。

## 马鞍山市革命委员会主任
- 狄循，1968年3月-1973年3月在任。
- 刘廉民，1973年3月-1976年11月在任。
- 刘健农，1976年11月-1979年7月在任。
- 高峰，1979年7月-1980年1月在任。

## 马鞍山市人民政府市长
- 高峰，1980年1月-1983年2月在任。
- 周玉德，1983年6月-1993年1月在任。
- 钱明高，1993年1月-1994年12月在任。
- 谢群，1994年12月-1998年4月在任。
- 陈世礼，1998年4月-2001年4月在任。
- 丁海中，2001年4月-2003年4月在任。
- 姚玉舟，2003年4月-2008年2月在任。
- 周春雨，2008年4月起任职。